# Траксвил (Пенсилванија)
Траксвил (енгл. Trucksville) насељено је место без административног статуса у америчкој савезној држави Пенсилванија.

## Демографија
По попису из 2010. године број становника је 2.152.
| Група             | 2000.    | 2010.         |
| Белци             | 0 (0,0%) | 2.088 (97,0%) |
| Афроамериканци    | 0 (0,0%) | 17 (0,8%)     |
| Азијати           | 0 (0,0%) | 10 (0,5%)     |
| Хиспаноамериканци | 0 (0,0%) | 14 (0,7%)     |
| Укупно            | 0        | 2.152         |